# Libra tongana
La libra fue la moneda de Tonga hasta el día 3 de abril de 1967, cuando fue sustituida por el paʻanga. Se subdividía en 20 chelines, y cada uno de éstos en 12 peniques.

## Historia

### Billetes
Inicialmente, solo circulaba la moneda del Reino Unido de Gran Bretaña e Irlanda del Norte, aunque a partir de 1921, el gobierno de Tonga comenzó a imprimir sus propios billetes. Los billetes impresos poseían las mismas denominaciones que los de la libra esterlina, aunque el gobierno también emitió un billete de 4 chelines. En 1921 se emitieron billetes de cinco libras, posteriormente, en 1933 se agregaron billetes de cuatro y diez chelines y de una libra. Estos valores fueron impresos hasta el año 1966.
A mediados de la década de 1930, los isleños se preguntaban si la libra tongana poseía paridad con la unidad monetaria del Reino Unido o con la divisa australiana. Se pidieron aclaraciones. En 1936, la libra de Tonga se devaluó, fijándose una tasa de cambio de 1,25 libras tonganas = 1 libra esterlina, estableciendo así la paridad de las libras de Tonga y de Australia. Finalmente el 3 de abril de 1967 la libra tongana es reemplazada por el paʻanga a una tasa de cambio de 1 libra = 2 paʻanga.

### Monedas
No se han emitido monedas para esta unidad monetaria.